# NGC 744
NGC 744 je otvoreni skup u zviježđu Perzeju.

## Vanjske poveznice
- SEDS: NGC 744